# Antonio Rugghia
Antonio Rugghia (Marino, 13 mai 1956) est un homme politique italien et ancien député du groupe L'Ulivo et du Parti démocrate à la Chambre des députés.

## Biographie
Il est député de la circonscription Lazio 1 durant les XIVe, XVe et XVIe législatures.